# Anthony Wolfe
Anthony Wolfe (ur. 23 grudnia 1983 w Manzanilla) – piłkarz pochodzący z Trynidadu i Tobago, grający na pozycji pomocnika lub napastnika.

## Życiorys
Wolfe nim został piłkarzem kończył college sportowy w Trynidadzie o nazwie Manzanilla Government School. Pierwszym klubem w karierze Wolfe’a był North East Stars, z którym to zdobył m.in. Puchar Trynidadu i Tobago w 2003 roku, a także tytuł mistrza ligi w 2004. W 2006 roku był zawodnikiem innego dobrego klubu z Trynidadu – San Juan Jabloteh. Od początku 2007 gra w Atlancie Silverbacks w rozgrywkach USL First Division.
Grając jeszcze w klubie North East Stars Wolfe zrobił wielkie wrażenie na selekcjonerze Leo Beenhakkerze, kiedy to jego drużyna klubowa wygrała sparing z pierwszą reprezentacją Trynidadu i Tobago 2-0. Od tego czasu Wolfe stał się członkiem kadry narodowej drużyny Soca Warriors na dłużej. Wolfe na tyle świetnie spisywał się w lidze, że trafił także do kadry olimpijskiej na Igrzyska Olimpijskie w Atenach. Debiut Wolfe’a w pierwszej reprezentacji miał miejsce 3 lipca 2003 roku w zremisowanym 2-2 meczu z reprezentacją Wenezueli jeszcze za czasów poprzedniego selekcjonera Stuarta Charlesa. Duża liczba strzelonych bramek w poprzednim sezonie w lidze zaowocowała powołaniem przez Beenhakkera do kadry na Mistrzostwa Świata w Niemczech.